# 戈亚纳 (伯南布哥州)
戈亚纳是巴西伯南布哥州的一个市镇。总面积492.2平方公里，总人口74424人，人口密度151.2人/平方公里。